# Björn Pankratz

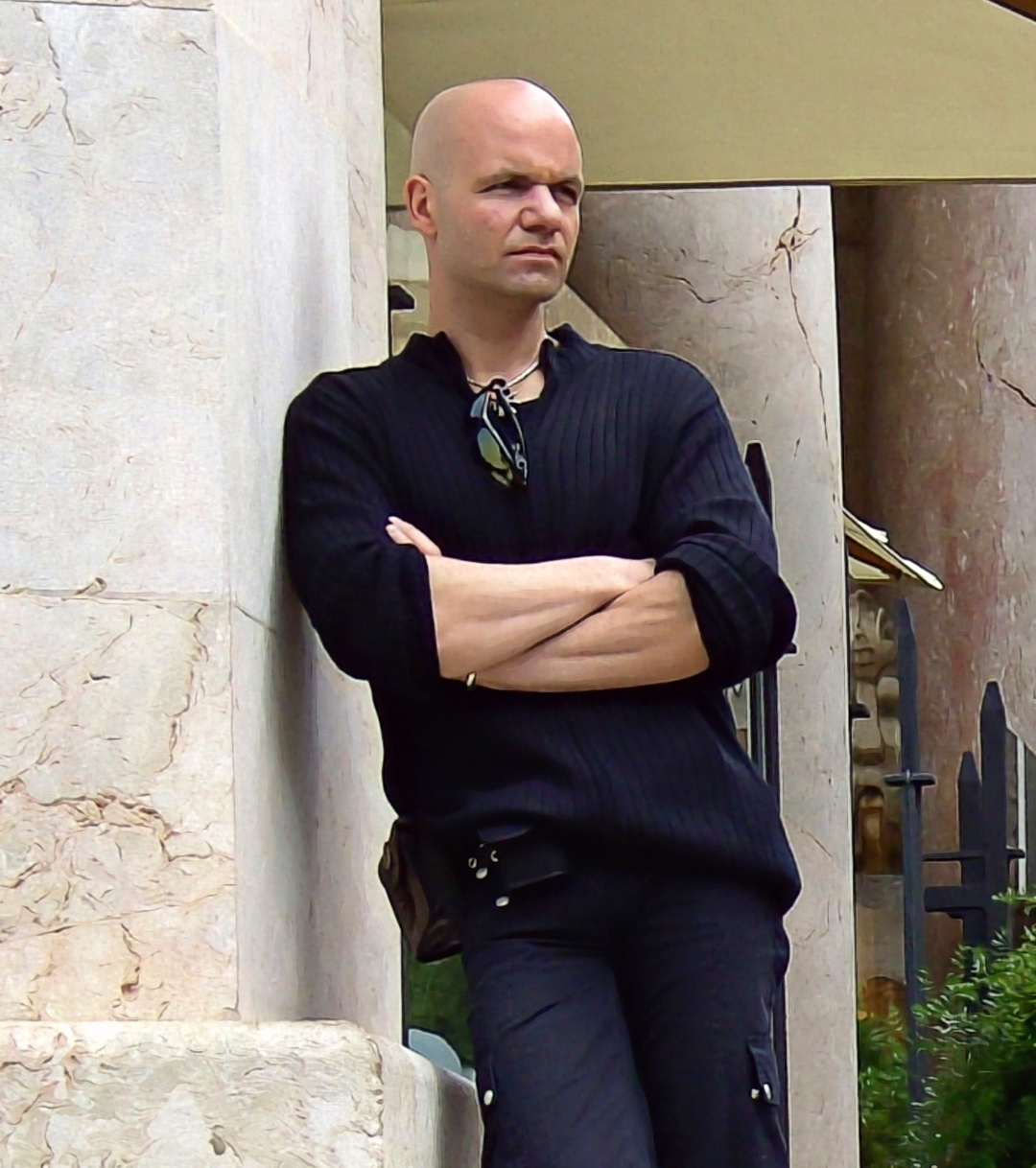
Björn Pankratz (2008)

Björn Pankratz (* 22. August 1970 in Emsdetten) ist ein deutscher Spieleentwickler, Gamedesigner, Storywriter und Sound Designer. Bekannt ist er für seine Arbeiten für das Essener Entwicklerstudio Piranha Bytes, bei dem er von 1999 bis 2023 arbeitete. Er wirkte an den Computerspielen der Gothic-, Risen- und ELEX-Reihe mit.

## Werdegang
Zunächst studierte er Maschinenbau, später Physik und Chemie auf Lehramt. 1999 wechselte Pankratz in die Computerspielbranche und trat dem Team von Piranha Bytes bei. Er war Gründungsmitglied und Gesellschafter der 2002 entstandenen Pluto 13 GmbH und aller folgenden Firmen von Piranha Bytes bis zum Verkauf an THQ Nordic im Jahr 2019. Als Gamedesigner und Storywriter war Pankratz bei der Gothic-, Risen- und ELEX-Reihe tätig. Darüber hinaus hat er seit Gothic II auch den Titel eines Projektmanagers inne. Als Sound Designer und Komponist war er bei Gothic I und der ELEX-Reihe aktiv.
Die Spiele von Piranha Bytes mit Pankratz’ Beteiligung erhielten viele Auszeichnungen von Computerspielzeitschriften und Branchenveranstaltungen. Gothic 2 erhielt von der GameStar eine Auszeichnung beim Spiel des Jahres 2002 in der Kategorie „Bestes Rollenspiel“. Gothic 3 wurde 2006 beim Deutschen Entwicklerpreis als „Bestes Internationales PC-Spiel“ sowie für „Beste Story“ und „Bester Sound“ ausgezeichnet. Risen erhielt 2009 den Preis als „Bestes Rollenspiel“. Bei den RPC Fantasy Awards 2012 wurde Risen 2 mit dem Sonderpreis Jury-Award ausgezeichnet und gewann 2012 ebenfalls den Deutschen Entwicklerpreis in der Kategorie „Bestes Rollenspiel“. Risen 3 wurde 2014 auf der Gamescom als „Best Roleplaying Game“ ausgezeichnet. ELEX konnte 2018 als erstes deutsches Spiel den Publikumspreis des Deutschen Computerspielpreises gewinnen.
Pankratz ist auch als Referent auf Konferenzen und Veranstaltungen zu sehen, wie beispielsweise den German Dev Days, bei denen er seine Erfahrungen und sein Wissen teilt. Als einer der Moderatoren war er regelmäßig auf dem YouTube-Kanal von Piranha Bytes zu sehen und tritt häufig als Gast in der Sendung DevPlay auf, in der verschiedene deutsche Spieleentwickler über Themen aus der Branche sprechen.
Im Januar 2024 gab Piranha Bytes bekannt, dass Pankratz und seine Frau Jennifer das Studio bereits im November 2023 verlassen haben. Im Juli 2024 berichtete GameStar, dass die beiden das Entwicklerstudio Pithead Studio gegründet haben. Dabei starten sie vorerst zu zweit und wollen weiter Computerspiele mit Rollenspiel-Elementen entwickeln. Im Februar 2025 kündigten sie den Dungeon Crawler Cralon an.

## Trivia
In seiner Freizeit ist Pankratz auch als Musiker aktiv. Sein Konzeptalbum Cassandra wurde zeitgleich mit ELEX II veröffentlicht und kann im Spiel im Radio gehört werden. Es ist Teil der Collector‘s Edition von ELEX 2. Als Sänger hatte Pankratz mehrere Liveauftritte, darunter ein Konzert im Zirkus Probst in Gelsenkirchen zusammen mit Reginald Jennings 2020. Pankratz hatte auch eine Gastrolle als Raidleiter im Kinofilm Offline – Das Leben ist kein Bonuslevel. Bis 2003 arbeitete er nebenberuflich 11 Jahre lang als Türsteher.

## Privatleben
Am 21. Mai 2010 heiratete er Jennifer Gartmann, die von 2008 bis 2023 ebenfalls als Gamedesignerin bei Piranha Bytes arbeitete und gemeinsam mit ihm den YouTube-Kanal von Piranha Bytes moderierte. Gemeinsam haben sie zwei Kinder.